# Agnes (album)
Agnes – debiutancki album studyjny szwedzkiej piosenkarki Agnes Carlsson, wydany po zwycięstwie artystki w szwedzkiej edycji programu Idol w 2005 roku. Pierwszy singel, Right Here, Right Now, Agnes wykonała w ramach finału Idola. Drugi singel to utwór Stranded. Album odniósł sukces, zajmując przez 2 tygodnie 1. miejsce w Szwecji jako najczęściej sprzedawany krążek.

## Lista utworów
1. "Stranded"
2. "Emotional"
3. "Right Here Right Now"
4. "Get My Math"
5. "I Believe"
6. "For Love"
7. "What a Feeling"
8. "Now That I Found Love"
9. "Let Me Carry You"

## Historia wydania
| Kraj              | Data                 | Wytwórnia        | Format               |
| ----------------- | -------------------- | ---------------- | -------------------- |
| Szwecja           | 19 grudnia 2006      | Columbia Records | CD, digital download |
| Stany Zjednoczone | 13 października 2009 | Sony BMG         | digital download     |

## Pozycje na listach
| Kraj    | Najwyższa pozycja | Tygodni (na najwyższej pozycji) | Tygodni (ogólnie) | Status     | Sprzedanych egzemplarzy |
| ------- | ----------------- | ------------------------------- | ----------------- | ---------- | ----------------------- |
| Szwecja | 1                 | 2                               | 18                | 2x Platyna | 90,000                  |